# Please don't steal my work
#Please don't steal my work (lad venligst være med at stjæle mit arbejde), er en dansk kampagne fra begyndelsen af 2022 igangsat af cand.scient.pol. Maria Toft sammen med PAND (Phd Association Network of Denmark), for at standse forskningstyveri fra unge Phd'ere. Kampagnen, inspireret af #MeToo-kampagnen, bevidner problemer ved forskningsinstitutionerne i forbindelse med relativt mange unge forskeres arbejdsaftaler med samme institutioner.
Eksemplerne, der alle er anonymiserede, beretter om vejledere, der plagierer omfattende forskningsideer og -resultater, om vejledere der presser sig ind på forfatterlisten uden at yde en indsats, samt om peer reviewere, der presser unge førstegangsartikelforfattere til at sætte reviewerens artikler på litteraturlisten. Alt tilsyneladende i kampen om at indfri bibliometriske krav om publikationer og citationer for at udløse fondsmidler. Incitamentsstrukturen ser i dag tilsyneladende især på 'hvem' og 'hvor', der udgives (notabilitet), ikke på 'hvad', der udgives.
En analyse ved Center for Forskningsanalyse på vegne af Tænketanken DEA, viste, at for årene 2004-2016 gik 94 % af forskningsmidlerne til de natur- og sundhedsvidenskabelige samt tekniske områder: Heraf gik cirka 90 % af tilgængelige konkurrenceudsatte forskningsmidler til en "elite" af de mest succesfulde 20 % af forskerstanden. Fænomenet er blevet kaldt Matthæus-effekten: "Enhver, som har, til ham skal der gives, og han skal have i overflod, men den, der ikke har, fra ham skal selv det tages, som han har". (Bibelen, Matt, 25, vers 29). Kritikere indvender, at de ældre prominente forskere trækker yngre assistenter med ind i tildelingen og at undersøgelsen ikke vægter "kvalitet" i tildelingerne.

Professor emeritus, sociologen Heine Andersen har alligevel foreslået nye ansættelsesstrukturer:
"– Der er benhård konkurrence om midlerne, mellem forskere og mellem universiteter – med dårligt arbejdsklima, kamp og blod på væggene til følge. Ledelserne vil altid være tilbøjelige til at støtte kendte seniorer, der kan skaffe bevillinger, hvis der opstår eventuelle konflikter om rettigheder til resultater, selvom der bliver begået uretfærdigheder." Men: "ledelser har meget svært ved gå op imod ’forskningsbaroner’ – altså de forskere, der skaffer to- og trecifrede millionbeløb til institutterne". (Heine Andersen).
Primo juni 2022 udsendte Maria Toft og Heine Andersen sammen med forskerene Ole Wæver, Brian Arly Jacobsen, Rasmus Ejrnæs og Nils Riisgaard-Petersen et åbent frihedsbrev (kronik) i Politiken til Folketingets politikere, hvori de opfordrer til eftersyn af tre områder: 1) Universitetsloven, der ifølge forfatterne har ført til topstyret topledelse, der bevirker frygt for repressalier, hvis kritik fremsættes af ledelsen. 2) Flere basismidler til forskning for at hindre stigende pres fra eksterne fonde og virksomheder. 3) Eftersyn af incitamentsstrukturerne for finansiering af forskning: antallet af citationer hævdes at vægtes højere end kvalitet og originalitet. Kronikken er bakket op af over 2000 forskeres medunderskrift per 13. juni 2022.